# Lijst van rooms-katholieke bisdommen in België
De Katholieke Kerk in België bestaat uit één kerkprovincie, het metropoliete aartsbisdom Mechelen-Brussel met zes suffragane bisdommen en het militair ordinariaat.

## Lijst van katholieke bisdommen in België

### Kerkprovincie van België
- Aartsbisdom Mechelen-Brussel (1559-heden)
  - Bisdom Antwerpen (1559-1801 en 1961-heden)
  - Bisdom Brugge (1559-1801 en 1834-heden)
  - Bisdom Gent (1559-heden)
  - Bisdom Hasselt (1967-heden)
  - Bisdom Luik (4e eeuw-heden)
  - Bisdom Namen (1559-heden)
  - Bisdom Doornik (6e eeuw-heden)
- Militair ordinariaat (1957-heden), ook wel bisdom van de Belgische Krijgsmacht genoemd.

### Naamsveranderingen
- Het bisdom Luik, ontstaan in de 4e eeuw, stond vanaf zijn oprichting tot 380 bekend als het bisdom Tongeren, vanaf 380 tot 706 als het bisdom Maastricht, vanaf 706 tot 972 als het bisdom Luik, vanaf 972 tot 1506 als het rijksbisdom Luik, vanaf 1506 tot 1794 als het prinsbisdom Luik en sinds 1801 opnieuw als het bisdom Luik.
- Het bisdom Doornik, ontstaan in de 6de eeuw en in 626 verenigd met het bisdom Noyon, stond van 626 tot 1146 als het bisdom Doornik en Noyon. In 1146 werd het bisdom opnieuw opgedeeld in twee bisdommen, namelijk de bisdommen Doornik en Noyon.
- Het aartsbisdom Mechelen nam in 1961 de naam aartsbisdom Mechelen-Brussel aan na het afstaan van gebied aan het (her)opgerichte bisdom Antwerpen.

### Voormalige bisdommen in België
Dit is een opsomming van voormalige of tijdelijk opgeheven bisdommen in België.

#### Tijdelijk opgeheven
- Bisdom Antwerpen: ontstond in 1559 uit delen van de bisdommen Kamerijk en Luik en ging in 1801 op in het aartsbisdom Mechelen. Werd heropgericht in 1961.
- Bisdom Brugge: ontstond in 1559 uit een deel van het bisdom Doornik en ging in 1801 op in het bisdom Gent. Werd heropgericht in 1834.

#### Voormalig
- Bisdom Ieper: ontstond in 1559 uit een deel van het bisdom Doornik en ging in 1801 op in het bisdom Gent. Werd niet meer heropgericht. Gustaaf Joos werd in 2003 door paus Johannes Paulus II tot titulair aartsbisschop van Ieper benoemd.
- Bisdom Eupen-Malmedy: opgericht in 1920 en in 1925 ingelijfd bij Luik.

### Titulaire bisdommen in België
- Titulair bisdom Ieper: opgericht in 1969 als titulair (aarts)bisdom.
- Titulair bisdom Tongeren: opgericht in 1969 als titulair (aarts)bisdom

## Referentie
- (en)  Dioceses in Belgium op Catholic-hierarchy.org